# Kevin Hayes
Kevin Patrick Hayes (* 8. Mai 1992 in Dorchester, Massachusetts) ist ein US-amerikanischer Eishockeyspieler, der seit Juni 2024 bei den Pittsburgh Penguins aus der National Hockey League unter Vertrag steht. Zuvor spielte der rechte Flügelstürmer, der auch auf der Centerposition eingesetzt wird, etwa viereinhalb Jahre für die New York Rangers, die ihn im NHL Entry Draft 2010 in der ersten Runde ausgewählt hatten. Ferner war er vier Jahre für die Philadelphia Flyers aktiv und spielte kurzzeitig für die St. Louis Blues. Zudem lief Hayes für die Nationalmannschaft der USA bei den Weltmeisterschaften 2014 und 2017 auf.

## Karriere
Hayes wechselte nach Abschluss der High School und der Wahl in der ersten Runde des NHL Entry Draft 2010 durch die Chicago Blackhawks aus der National Hockey League ans Boston College, wo er für das hiesige Eishockeyteam in der Hockey East, einer Division der National Collegiate Athletic Association spielte. In der ersten Saison, die er dort mit seinem Bruder Jimmy verbrachte, gewann er die Meisterschaft der Division. Diesen Erfolg wiederholte die Mannschaft im folgenden Jahr und sicherte sich darüber hinaus auch die nationale Meisterschaft der NCAA. Nach einem Übergangsjahr konnte er in seiner letzten College-Spielzeit die Punktausbeute aus seinen ersten drei Jahren erreichen, was ihm eine Nominierung für den Hobey Baker Memorial Award einbrachte, den aber sein Mannschaftskollege Johnny Gaudreau gewann.
Am 15. August 2014 liefen die Vertragsrechte der Chicago Blackhawks aus, die sie durch den NHL Entry Draft an Hayes erworben hatten. Als Free Agent schloss er sich dann am 20. August 2014 den New York Rangers an. Dort etablierte er sich auf Anhieb und absolvierte in der Saison 2014/15 79 von 82 Spielen der regulären Saison. Dabei erzielte 45 Scorerpunkte und bestätigte diesen Wert auch in den folgenden drei Spielzeiten. Im Februar 2019 wurde der US-Amerikaner im Tausch für Brendan Lemieux sowie ein konditionales Erstrunden-Wahlrecht im NHL Entry Draft 2019 oder 2020 und ein konditionales Viertrunden-Wahlrecht im NHL Entry Draft 2022, sofern die Jets den Stanley Cup im Jahr 2019 gewinnen, an die Winnipeg Jets abgegeben. Letzteres erfüllte sich nicht. Wenige Wochen vor dem offiziellen Beginn der Saison 2019/20 erwarben die Philadelphia Flyers für ein Fünftrunden-Wahlrecht im NHL Entry Draft 2019 seine Transferrechte und einigten sich Mitte Juni 2019 auf ein siebenjähriges Vertragsverhältnis mit einem Volumen von insgesamt 50 Millionen US-Dollar.
Bereits im Juni 2023 allerdings gaben ihn die Flyers an die St. Louis Blues ab, übernahmen weiterhin die Hälfte seines Gehalts und erhielten im Gegenzug ein Sechstrunden-Wahlrecht im NHL Entry Draft 2024. Nach einem Jahr schickten ihn die Blues dann im Juni 2024 samt einem Zweitrunden-Wahlrecht im NHL Entry Draft 2025 zu den Pittsburgh Penguins, ohne dafür eine konkrete Gegenleistung zu erhalten (future considerations).

### International
Hayes vertrat sein Heimatland erstmals bei der Weltmeisterschaft 2014 in der belarussischen Hauptstadt Minsk. Bei den Weltmeisterschaften der Jahre  2017 und 2024 stand er ebenfalls im Aufgebot des Team USA.

## Erfolge und Auszeichnungen
| - 2011 Lamoriello-Trophy-Gewinn mit dem Boston College - 2012 Lamoriello-Trophy-Gewinn mit dem Boston College - 2012 NCAA-Division-I-Championship mit dem Boston College | - 2014 Hockey East First All-Star Team - 2014 NCAA East First All-American Team - 2023 Teilnahme am NHL All-Star Game |

## Karrierestatistik
Stand: Ende der Saison 2024/25

### International
Vertrat die USA bei:
- Weltmeisterschaft 2014
- Weltmeisterschaft 2017
- Weltmeisterschaft 2024

(Legende zur Spielerstatistik: Sp oder GP = absolvierte Spiele; T oder G = erzielte Tore; V oder A = erzielte Assists; Pkt oder Pts = erzielte Scorerpunkte; SM oder PIM = erhaltene Strafminuten; +/− = Plus/Minus-Bilanz; PP = erzielte Überzahltore; SH = erzielte Unterzahltore; GW = erzielte Siegtore; 1 Play-downs/Relegation; Kursiv: Statistik nicht vollständig)

## Familie
Sein älterer Bruder Jimmy und seine Cousins Tom Fitzgerald und Keith Tkachuk waren ebenfalls professionelle Eishockeyspieler.